# Кастел Кондино
Кастел Кондино (итал. Castel Condino) је насеље у Италији у округу Тренто, региону Трентино-Јужни Тирол.
Према процени из 2011. у насељу је живело 237 становника. Насеље се налази на надморској висини од 852 м.

## Становништво
| 1931. | 1936. | 1951. | 1961. | 1971. | 1981. | 1991. | 2001. | 2011. |
| ----- | ----- | ----- | ----- | ----- | ----- | ----- | ----- | ----- |
| 434   | 433   | 442   | 441   | 356   | 301   | 262   | 233   | 238   |